# Dakari Johnson (baloncestista de 1995)
Dakari Naeem Johnson (Brooklyn, Nueva York, 22 de septiembre de 1995) es un baloncestista estadounidense que pertenece a la plantilla de los Qingdao Eagles de la NBA china. Con 2,13 metros (7 pies) de estatura, juega en la posición de pívot.

## Trayectoria deportiva

### Universidad
El 5 de enero de 2013, Johnson se comprometió con Kentucky. Dakari se unió a Julius Randle, los gemelos Andrew Harrison y Aaron Harrison, James Young, y Marcus Lee como uno de los seis jugadores comprometidos con Kentucky en ser seleccionado en el McDonald's All-American Game de 2013, así como en el Jordan Brand Classic de 2013.
Dakari jugó dos temporadas con los Wildcats de la Universidad de Kentucky, en las que promedió 5,8 puntos y 4,3 rebotes por partido. El 9 de abril de 2015, Johnson junto con sus compañeros del equipo de Kentucky Aaron Harrison, Andrew Harrison, Devin Booker, Trey Lyles, Karl-Anthony Towns y Willie Cauley-Stein declararon su elegibilidad para el Draft de la NBA.

### Profesional
El 25 de junio de 2015, fue seleccionado en la posición número 48 del Draft de la NBA de 2015 por los Oklahoma City Thunder, pero fue finalmente descartado. Fichó como jugador afiliado por los Oklahoma City Blue de la NBA D-League, donde en su primera temporada promedió 12,3 puntos y 8,1 rebotes por partido, lo que le valió para ser incluido en el Mejor quinteto de rookies de la liga.
El 20 de julio de 2018 fue traspasado a Orlando Magic a cambio de Rodney Purvis. Tres días después, Johnson y los derechos sobre Tyler Harvey fueron traspasados a Memphis Grizzlies a cambio de Jarell Martin y dinero.

## Estadísticas de su carrera en la NBA

### Temporada regular
| Año     | Equipo        | PJ | PT | MPP | %TC  | %3P | %TL  | RPP | APP | ROB | TPP | PPP |
| ------- | ------------- | -- | -- | --- | ---- | --- | ---- | --- | --- | --- | --- | --- |
| 2017-18 | Oklahoma City | 31 | 6  | 5.2 | .564 | –   | .550 | 1.1 | .3  | .2  | .3  | 1.8 |
| Total   | Total         | 31 | 6  | 5.2 | .564 | –   | .550 | 1.1 | .3  | .2  | .3  | 1.8 |

### Playoffs
| Año   | Equipo        | PJ | PT | MPP | %TC  | %3P  | %TL  | RPP | APP | ROB | TPP | PPP |
| ----- | ------------- | -- | -- | --- | ---- | ---- | ---- | --- | --- | --- | --- | --- |
| 2018  | Oklahoma City | 2  | 0  | 1.6 | .000 | .000 | .000 | .0  | .0  | .0  | .0  | .0  |
| Total | Total         | 2  | 0  | 1.6 | .000 | .000 | .000 | .0  | .0  | .0  | .0  | .0  |